# PRSS1
PRSS1 (англ. Protease, serine 1) – білок, який кодується однойменним геном, розташованим у людей на короткому плечі 7-ї хромосоми. Довжина поліпептидного ланцюга білка становить 247 амінокислот, а молекулярна маса — 26 558.
| 10         |  | 20         |  | 30         |  | 40         |  | 50         |
| ---------- |  | ---------- |  | ---------- |  | ---------- |  | ---------- |
| MNPLLILTFV |  | AAALAAPFDD |  | DDKIVGGYNC |  | EENSVPYQVS |  | LNSGYHFCGG |
| SLINEQWVVS |  | AGHCYKSRIQ |  | VRLGEHNIEV |  | LEGNEQFINA |  | AKIIRHPQYD |
| RKTLNNDIML |  | IKLSSRAVIN |  | ARVSTISLPT |  | APPATGTKCL |  | ISGWGNTASS |
| GADYPDELQC |  | LDAPVLSQAK |  | CEASYPGKIT |  | SNMFCVGFLE |  | GGKDSCQGDS |
| GGPVVCNGQL |  | QGVVSWGDGC |  | AQKNKPGVYT |  | KVYNYVKWIK |  | NTIAANS    |

A: Аланін

C: Цистеїн

D: Аспарагінова кислота

E: Глутамінова кислота

F: Фенілаланін

G: Гліцин

H: Гістидин

I: Ізолейцин

K: Лізин

L: Лейцин

M: Метіонін

N: Аспарагін

P: Пролін

Q: Глутамін

R: Аргінін

S: Серин

T: Треонін

V: Валін

W: Триптофан

Кодований геном білок за функціями належить до гідролаз, протеаз, серинових протеаз. 
Білок має сайт для зв'язування з іонами металів, іоном кальцію. 
Секретований назовні.